# 图奥勒米河
图奥勒米河（英語：Tuolumne River，/tuˈɒləmi/，Yokutsan: Tawalimnu）是加利福尼亚州中部的一条河流，长约149英里（240），起源于內華達山脈，流经加州中央谷地的冲积平原，在格雷森汇入圣华金河，最终注入太平洋。